# Glądy (Górowo Iławeckie)
Pour les articles homonymes, voir Glady.
Glądy est un village polonais de la voïvodie de Varmie-Mazurie, dans le powiat de Bartoszyce.